# Peritassa laevigata
Peritassa laevigata là một loài thực vật có hoa trong họ Dây gối. Loài này được (Hoffmanns. ex Link) A.C.Sm. mô tả khoa học đầu tiên năm 1940.